# Bede Heather
Bede Vincent Heather (ur. 7 grudnia 1928 w Sydney, zm. 25 lutego 2021 w Croydon) – australijski duchowny rzymskokatolicki, w latach 1979–1986 biskup pomocniczy Sydney, w latach 1986–1997 biskup diecezjalny Parramatty.

## Życiorys
Święcenia kapłańskie 15 lipca 1951. Udzielił ich mu kardynał Pietro Fumasoni Biondi, ówczesny prefekt Kongregacji Rozkrzewiania Wiary. Został następnie inkardynowany do swojej rodzinnej archidiecezji Sydney. 30 czerwca 1979 papież Jan Paweł II mianował go biskupem pomocniczym Sydney ze stolicą tytularną Obbi. Sakry udzielił mu 4 sierpnia 1979 kardynał James Darcy Freeman, ówczesny arcybiskup metropolita Sydney. 8 kwietnia 1986 został mianowany biskupem diecezjalnym Parramatty. Jego ingres do tamtejszej katedry odbył się 18 maja 1986. 10 lipca 1997 zrezygnował z tego stanowiska. Zmarł 25 lutego 2021.